# 大船収容所事件
大船収容所事件（おおふなしゅうようじょじけん）は、太平洋戦争（大東亜戦争）中の1942年5月から1945年8月にかけて、海軍が神奈川県鎌倉市（当時は鎌倉郡大船町）植木に秘密裏に設置した大船収容所で、海軍軍令部の将校や収容所の職員が、連合国軍捕虜から兵器や作戦に関する情報を聴取するために、捕虜に対して、長期間独房に入れる、殴打する、十分な食事を与えない、傷病を治療しない等の虐待を加え、6名を死亡させた事件。戦後、関係者が連合国軍横浜裁判で裁かれた。

## 背景
太平洋戦争の開戦直後の1941年から1942年にかけて、海軍は、グアム島やウェーキ島、マレー半島などで多数の連合国軍捕虜を捕えた。日本に送られた捕虜は、原則として陸軍が管理する捕虜収容所に収容されることとなっていたが、海軍は、捕虜を陸軍に引き渡す前に、捕虜から作戦や兵器に関する情報を得ようと考えた。
当初は横浜の民間会社などの倉庫に捕虜を仮収容し、民間会社の社宅を尋問所として捕虜を尋問していたが、海軍大臣嶋田繁太郎により、1942年4月6日に本格的な尋問所として大船収容所が開設された。大船収容所は、捕虜の収容所であることを伏せ、横須賀鎮守府の横須賀海軍警備隊に属し、大船町植木129番地、陽谷山竜宝寺の境内にあったため「植木分遣隊」と称した。

## 事件
大船収容所は、1942年5月初旬から捕虜を収容し始めた。捕虜の尋問は、東京の海軍軍令部第3部第5課の情報部員が行った。主力は主任尋問官の実松譲大佐や、與倉三四三中佐らで、尋問官には通訳が同行した。
GHQの調査報告書によると、実松大佐や與倉中佐らは、捕虜を長期間独房に入れさせ、捕虜たちが尋問で黙秘したり嘘をついたとき、収容所の警備兵に、捕虜を殴打し、食事を抜くなどの制裁を行うよう命じていた。複数の捕虜が尋問の直後に過酷な懲罰を頻繁に受けたと証言し、収容所のＩ所長も実松大佐、與倉中佐から「黙秘する捕虜は殴打せよ」「食事を抜け」と命令されたことを証言した。また尋問を拒否したときだけでなく、ささいな規則違反により平手打ち、鉄拳制裁、鞭打ちなどの暴力が日常的に加えられていた。
大船はあくまで尋問所であったので、一般の捕虜収容所のように捕虜たちが労働に出されることはなかった。
大船収容所のＩ所長の証言によれば、捕虜たちの大船での滞在期間は平均2ヶ月程度で、尋問が完了しても大船にとどめられ、1-2年拘束されていた者も多かった。その間捕虜は「特殊捕虜 Special Captive」として国際赤十字に届けられず、捕虜の人道的取扱いを定めた国際法の保護を受けることもなかった。
大船収容所には専任の医師が居らず、横須賀警備隊から軍医が派遣されることもほとんどなかった。捕虜の傷病は薬剤師見習いの衛生兵が簡単な治療を施す程度で、医薬品も不足していた。戦争末期には本土周辺で撃墜されたアメリカ軍の搭乗員などが収容されるようになり、重傷者も多かったが、専門医の治療を受けたり入院したりすることはなく、ほとんど放置されていた。この結果6人の捕虜が死亡した。
医師の派遣に関しては、大船収容所のＩ所長は、警備隊に何度も医師の派遣を要請したがほとんど拒否された、と主張した。横須賀警備隊医務部のＡ軍医大佐は、要請はほとんどなく、自分が呼ばれたのはたいてい捕虜が死亡した後だった、と主張した。警備隊医務部のスタッフは、大船から要請書類が来たときはＡ軍医大佐に届けたが、Ａ軍医大佐は書類を見なかったり、医師を派遣する必要はないと言ったりした、と証言した。Ａ軍医大佐は、横須賀地域には3,4万人あたり15人の医師しかおらず、恒常的に医師が不足していて派遣するゆとりはなかったと供述した。

## 裁判

### 起訴
日本が連合国の占領下におかれていた、1947年8月4日から1948年11月5日にかけて開かれた連合国軍横浜裁判で、
- 大船収容所に収容されている間、捕虜が国際赤十字に届けられず、人道的取扱いを定めた国際法の保護を受けられなかったこと
- 捕虜が殴打暴行、食糧・医薬品の不支給、医療手当の懈怠、長期間の独房監禁などの虐待を受け、またその結果6人の捕虜が死亡したこと

が国際法に違反しているとして関係者が起訴された。

### 判決
判決では、関係者30人が有罪とされた。内訳は海軍省軍務局1人、海軍軍令部3人、横須賀警備隊7人、大船収容所19人。うち3人が絞首刑の判決を受けた。後に減刑され、最終的には終身刑2人、懲役20-40年が7人、その他は懲役20年以下となった。
重罪になった被告人の多くは何らかの形で捕虜の死に関与した責任を問われた。
- 横須賀警備隊のＡ軍医大佐と大船収容所のＩ所長およびＫ衛生曹長が絞首刑の判決を受けた[20]。再審の結果、Ａ軍医大佐は終身刑、Ｉ所長とＫ衛生曹長はともに重労働30年に減刑された[20]。
  - Ａ軍医大佐は、捕虜に対する虐待暴行を取り締まるのを怠り、また充分な医療手当てを施すことを怠ったことにより6人の捕虜を死に至らしめたとして軍医長としての責任を問われた[20]。
  - Ｉ所長は、捕虜の監禁虐待、医療品その他の支給を怠ったことにより捕虜の死亡に寄与したとして、所長としての責任を問われた[20]。
  - Ｋ衛生曹長に関する判決理由は未詳だが捕虜の死に対する責任を問われたものと推測されている[20]。
- 横須賀警備隊のＹ少佐は、保安首席将校でありながら捕虜の虐待を許容し、宿舎や暖房を与えることを怠ったために捕虜の死を招いたとして終身刑になった[20]。
- 海軍軍令部の情報部員・実松大佐と與倉中佐は、捕虜の虐待を大船収容所の職員に命じ、米軍将校2人の死に関与したとしてそれぞれ重労働40年・同25年を科せられた[21]。

大船収容所の職員の大半は、捕虜の虐待や食糧の横領を理由に有罪とされた。

### 評価
大船収容所での死亡者数(6人)は、日本国内の他の捕虜収容所に比べて少なかったが、捕虜を正規の手続きに従って処遇せずに不当に長期間拘留し、その結果6人を死亡させたために、重罪となった被告人が多くなったものと推測されている。